# نبرد مرج عیون
نبرد مرج عیون (به لاتین: Battle of Marj Ayyun) نبردی است بین ایوبیان و صلیبیون در سال ۱۱۷۹ که با پیروزی صلاح‌الدین همراه بود و بالدوین چهارم شکست خورد.